# إسحاق ن. أرنولد
إسحاق ن. أرنولد هو كاتب سير ومحامي وسياسي أمريكي، ولد في 30 نوفمبر 1815 في هارتويك في الولايات المتحدة، وتوفي في 24 أبريل 1884 في شيكاغو في الولايات المتحدة. نشط حزبياً في الحزب الجمهوري والحزب الديمقراطي. وقد انتخب عضو مجلس نواب إلينوي ‏ وانتخب عضو مجلس النواب الأمريكي.